# La Font Vella (Vilamolat de Mur)
La Font Vella és una antiga partida del municipi de Castell de Mur, al Pallars Jussà, a l'antic terme de Mur. Pertany al territori de Vilamolat de Mur.
Està situada a ponent de Vilamolat de Mur, al sud dels Planells de Josep i de la carretera, antic Camí de Vilamolat de Mur o de Casa Ginebrell. És al nord-est de l'Era de Ferriol i a ponent de la Solaneta.